# Landkreis Kamenz
Landkreis Kamenz (sorbiska: Wokrjes Kamjenc) är ett landkreis i Sachsen i Tyskland, med Kamenz som huvudort och ungefär 150 000 invånare. Bilarna har KM på nummerskylten.

## Geografi
Till Landkreis Kamenz gränsar i norr till Landkreis Oberspreewald-Lausitz och Landkreis Spree-Neiße (båda i Brandenburg), i öster Niederschlesischer Oberlausitzkreis (sorbiska: Delnjosleško-hornjołužiski wokrjes), i sydost Landkreis Bautzen, i söder Landkreis Sächsische Schweiz, i sydväst Dresden samt i väster Landkreis Meißen och Landkreis Riesa-Großenhain.
Landkreisen är medlem i Euroregion Neiße.
I nordöstra delen ligger den kreisfria staden Hoyerswerda insprängd som exklav.

## Historia
Landkreis Kamenz bildades 1994 genom sammanslagning av Landkreis Kamenz och de västliga delarna av Landkreis Bischofwerda. Resterande delar av Landkreis Bischofswerda tillkom Landkreis Bautzen. 1996 tillkom ytterligare områden från Dresden och Hoyerswerda. Fram till april 1996 var det officiella namnet Landkreis Westlausitz-Dresdner Land.
Petra Kockert (CDU) är Landrätin (ung. kommunfullmäktiges ordförande) i Landkreis Kamenz.

## Administrativ uppdelning
Landkreis Kamenz är indelad i följande städer och Gemeinde (invånarantal 2005):

### Städer
- Bernsdorf (5.764)
- Elstra (3.148)
- Großröhrsdorf (7.302)
- Kamenz (18.177)
- Lauta (8.541)
- Königsbrück (4.690)
- Pulsnitz (6.580)
- Radeberg (18.776)
- Wittichenau (6.261)

### Gemeinde
- Arnsdorf (4.910)
- Bretnig-Hauswalde (3.221)
- Crostwitz (1.172)
- Elsterheide (3.981)
- Großnaundorf (1.086)
- Laußnitz (2.095)
- Leippe-Torno (1.447)
- Lichtenberg (1.720)
- Lohsa (6.112)
- Nebelschütz (1.255)
- Neukirch (1.776)
- Oberlichtenau (1.511)
- Ohorn (2.550)
- Oßling (2.609)
- Ottendorf-Okrilla (10.164)
- Panschwitz-Kuckau (2.207)
- Räckelwitz (1.253)
- Ralbitz-Rosenthal (1.822)
- Schönteichen (2.393)
- Schwepnitz (2.814)
- Spreetal (2.233)
- Steina (1.824)
- Straßgräbchen (784)
- Wachau (4.518)
- Wiednitz (1.175)

1. ↑  hämtat från: tyskspråkiga Wikipedia.[källa från Wikidata]